# بانک مسکن عراق
بانک مسکن عراق (عربی: المصرف العقاري العراقي) شرکت دولتی خدمات مالی و بانکداری عراقی است، که در سال ۱۹۴۸ تأسیس شد.